# Pagehtrubbnäsa
Pagehtrubbnäsa (Simias concolor) är en art i familjen markattartade apor och den enda arten i släktet Simias.

## Utseende
Djuret är jämförelsevis tung och stor med långa armar för klättring i träd. Apan har en svartbrun päls och även ansiktet är svart men saknar hår. Sällan förekommer krämfärgade individer. Som enda art i underfamiljen langurer (Colobinae) har den en kort svans. Svansen är bara 15 centimeter lång och glest täckt med hår. Den korta nosen är riktad uppåt. Hannar av pagehtrubbnäsa når en kroppslängd mellan 49 och 55 centimeter och honor blir med 46 till 55 centimeters kroppslängd nästan lika långa. Med en medelvikt av 8,7  kg är hannar tydlig tyngre än honor som når omkring 7 kg. Hannar har även större hörntänder.

## Utbredning och ekologi
Djuret är endemiskt på Mentawaiöarna som ligger sydvästlig om Sumatra. De flesta individerna finns på öarna Nordpageh och Sydpageh, som gav djuret sitt namn. Apan är aktiv på dagen och lever ofta i regnskogar på bergstrakter. I motsats till den närbesläktade näsapan vistas den sällan i mangroveskogar. Den klättrar nästan aldrig ner till marken. Individerna lever i grupper med tre till åtta medlemmar som består av en hanne samt en eller några vuxna honor med deras ungdjur. Gruppens storlek är troligen beroende på populationsstorleken. Är beståndet stort finns större grupper och annars tvärtom.
Arten äter och vilar nästan 90 procent av sin tid och förflyttar sig ganska sällan. För kommunikationen har individerna höga läten som kan höras över 500 meter avstånd. Varje grupp har ett upp till 20 hektar (sällan 30 hektar) stort revir och territorierna överlappar bara lite grann. Gränserna accepteras vanligen och aggressioner mellan främmande artfränder är mycket sällan.
Födan utgörs huvudsakligen av blad och dessutom äter de frukter och bär. Det är nästan ingenting känt om fortplantningen. Ungdjur iakttogs bara i juni och juli.

## Hot
Arten är särskilt sällsynt och hotad. Mentawaiöarna är bara 7 000 km² stora och djuret är känsligt för störningar. Det största hotet är levnadsområdets förstöring. IUCN listar arten som akut hotad. Pagehtrubbnäsan tillhör "Världens 25 mest hotade primater".

## Systematik
Pagehtrubbnäsans närmaste släkting finns inte i släktet trubbnäsapor. Det är däremot näsapan. Likheterna med trubbnäsporna är bara ytlig. Vissa zoologer räknar pagehtrubbnäsa och näsapa till samma släkte, så att den förstnämnda får namnet Nasalis concolor.
Ibland skiljs mellan två underarter, S. c. concolor och S. c. siberu, men standardverket Mammal Species of the World betraktar de som synonymer.